# Зборівська дзвіниця
Зборівська дзвіниця — громадсько-політична газета колишньої Зборівщини, тижневик. Виходить з 1991 року.
Співзасновниками окрім редакційного колективу були Зборівський райком КПУ та райрада депутатів трудящих, відтоді до 2017 — РДА та районна рада.

## Відомості
Виходить від 1939 року під назвами «Прапор волі», Радянське село; від 1991 — «Зборівська дзвіниця».

## Редактори
- Н. Пшеничняк (1999—?)[1],
- О. Семенина.